# Kōsuke Toyohara
Kōsuke Toyohara est un acteur japonais né le 25 septembre 1965.

## Filmographie partielle

### Cinéma
- 1988 : Sukeban Deka: Kazama san-shimai no gyakushū : Kyosuke Bando
- 1989 : Godzilla vs Biollante (Gojira tai Biorante) de Kazuki Omori : Super-X2 Controller
- 1991 : Godzilla vs King Ghidorah (Gojira tai Kingu Gidorā) de Kazuki Omori : Kenichiro Terasawa
- 1992 : Mr. Baseball (Mr. Baseball) de Fred Schepisi : Toshi Yamashita
- 1993 : Anego - Gokudō wo aishita onna: Kiriko : Isamu
- 1997 : Wild Life : Hiroki Sakai
- 1998 : License to Live (ニンゲン合格, Ningen gōkaku) de Kiyoshi Kurosawa : Docteur
- 2002 : Shiroi inu to warutsu wo : Hidekazu
- 2002 : Face à son destin (突入せよ! あさま山荘事件, Totsunyū seyo! Asama sansō jiken?) de Masato Harada : capitaine Uchida
- 2003 : Seventh Anniversary
- 2004 : 69 : Kawasaki sensei
- 2004 : Tange Sazen: Hyakuman ryo no tsubo
- 2004 : Unmei ningen : Tamiya
- 2005 : Piège au soleil levant (Into the Sun) de Christopher Morrison (en) : Fudomyo-o
- 2005 : Shinjū erejī
- 2005 : Naniwa kin'yū-dō: Haibara shōbu! Kishikaisei no otoshimae!! : Ichirōta Senda
- 2005 : Hinagon : Mayor Katayama
- 2005 : Bōkoku no īgisu
- 2006 : Aoi uta - Nodo jiman Seishun hen : Sakurai
- 2007 : Sad Vacation de Shinji Ayoama : Kawashima
- 2007 : Cinderella Formula (Juken no shinderera) de Wada Ideki : Toru Igarashi
- 2008 : Chameleon (en) de Junji Sakamoto : Taka Kijima
- 2009 : Le Chef de l'Antarctic : Masashi Fukuda
- 2010 : Zatōichi: The Last (座頭市 THE LAST?) de Junji Sakamoto : Sen
- 2014 : Parasyte : Part I (Kiseijuu) de Takashi Yamazaki :
- 2015 : Parasyte : Part II (Kiseijuu : Kanketsuhen) de Takashi Yamazaki
- 2016 : High & Low The Movie : Saigo
- 2017 : Shinjuku Swan II : Jin Yamashiro
- 2020 : Deliver us from evil (Daman Ak-aeseo Guhasoseo) de Hong Won-chan : Kim In-nam

### Télévision
- 1994 : Imouto yo (série TV) : Shinji Miura
- 1995 : Shinkon nari! (TV)
- 1996 : Long Vacation (série TV) : Sugizaki
- 1998 : Kiseki no hito (TV)
- 2002 : The Queen of Lunchtime Cuisine (feuilleton TV)
- 2005 : Natsumeke no shokutaku (TV) : Ryunosuke Akutagawa
- 2005 : Densha otoko (feuilleton TV) : Kazuya Sakurai
- 2006 : Jikō keisatsu (feuilleton TV) : Jumonji